# Aurora Pro Patria 1919 2020-2021
Questa voce raccoglie le informazioni riguardanti l'Aurora Pro Patria 1919 nelle competizioni ufficiali della stagione 2020-2021.

## Stagione
Nella stagione 2020-2021 la Pro Patria allenata dal croato Ivan Javorcic disputa il girone A del campionato di Serie C, raccoglie 61 punti con la quinta posizione. Disputa i play-off nei quali incrocia la Juventus U23, che si impone (1-3) allo Speroni. Discreto il campionato dei tigrotti che si mantengono costantemente nelle posizioni di medio alta classifica. Miglior marcatore stagionale bustocco è stato l'ivoriano Emmanuel Latte Lath che arriva in doppia cifra, firmando 10 reti, 2 in Coppa Italia e 8 in campionato. Per questa stagione non viene disputata la Coppa Italia di Serie C, mentre nella Coppa Italia nazionale la Pro Patria nel primo turno supera in trasferta (1-2) il Livorno, poi nel secondo turno viene eliminata a Vicenza (3-2) dopo i tempi supplementari.

## Divise e sponsor
Lo sponsor tecnico per la stagione 2020-2021 è Givova, mentre lo sponsor ufficiale è Unet.

## Organigramma societario
Area direttiva
- Presidente e Amministratore unico: Patrizia Testa
- Segreteria generale: Cristian Moroni

Area comunicazione e marketing
- Responsabile comunicazione e ufficio stampa: Nicolò Ramella
- Responsabile marketing e sponsorship: Simone Milani
- Addetto all'arbitro: Maurizio Pacchioni
- Delegato sicurezza: Davide Pane
- S.L.O.: Andrea Fazzari
- Biglietteria: Gabriella Raineri, Stefania Salmerigo

Area sportiva
- Direttore sportivo: Sandro Turotti
- Team manager: Beppe Gonnella
- Responsabile settore giovanile: Giuseppe Scandroglio
- Segreteria settore giovanile: Francesca Salmerigo
- Area scouting: Giuseppe Albertini, Enrico Ferrero, Alberto Lazzarini

Area tecnica
- Allenatore: Ivan Javorčić
- Vice allenatore: Massimo Sala
- Preparatore atletico: Carlo Simonelli
- Recupero infortuni: Stefano Bacciocchi
- Preparatore portieri: Renato Redaelli

Area medica
- Responsabile sanitario: Giuseppe Monti
- Medico Sociale: Franco Maurizio Bidoglio
- Ortopedico: Marco Luigi Valcarenghi
- Responsabile area fisioterapica: Luca Bettinelli
- Massaggiatore: Mirko Nucera

## Rosa
Rosa tratta dal sito ufficiale della Pro Patria.
| N. |                    | Ruolo | Calciatore         |
| -- | ------------------ | ----- | ------------------ |
| 1  | Italia (bandiera)  | P     | Stefano Greco      |
| 2  | Italia (bandiera)  | D     | Giacomo Compagnoni |
| 3  | Italia (bandiera)  | D     | Leonardo Galli     |
| 4  | Italia (bandiera)  | D     | Lorenzo Saporetti  |
| 5  | Italia (bandiera)  | D     | Stefano Molinari   |
| 6  | Italia (bandiera)  | D     | Federico Gatti     |
| 7  | Italia (bandiera)  | D     | Niccolò Cottarelli |
| 8  | Italia (bandiera)  | C     | Tommaso Brignoli   |
| 9  | Italia (bandiera)  | A     | Sean Parker        |
| 10 | Italia (bandiera)  | A     | Giuseppe Le Noci   |
| 11 | Albania (bandiera) | A     | Aristidi Kolaj     |
| 12 | Italia (bandiera)  | P     | Giulio Mangano     |
| 13 | Italia (bandiera)  | D     | Andrea Boffelli    |
| 14 | Italia (bandiera)  | C     | Luca Bertoni       |

| N. |                           | Ruolo | Calciatore                  |
| -- | ------------------------- | ----- | --------------------------- |
| 15 | Italia (bandiera)         | D     | Luca Pizzul                 |
| 16 | Italia (bandiera)         | C     | Giovanni Fietta             |
| 17 | Italia (bandiera)         | D     | Giorgio Spizzichino         |
| 18 | Italia (bandiera)         | C     | Leonardo Piran              |
| 19 | Italia (bandiera)         | D     | Manuel Lombardoni           |
| 20 | Italia (bandiera)         | C     | Gianluca Nicco              |
| 21 | Italia (bandiera)         | D     | Riccardo Colombo (capitano) |
| 22 | Italia (bandiera)         | P     | Alessandro Di Lernia        |
| 23 | Italia (bandiera)         | C     | Filippo Ghioldi             |
| 24 | Costa d'Avorio (bandiera) | A     | Emmanuel Latte Lath         |
| 25 | Italia (bandiera)         | C     | Davide Ferri                |
| 26 | Italia (bandiera)         | A     | Simone Dellavedova          |
| 27 | Italia (bandiera)         | C     | Paolo Pisan                 |

## Risultati

### Serie C

#### Girone di andata
| Carrara 27 settembre 2020, ore 15:00 1ª giornata | Carrarese                   | 0 – 0 | Pro Patria | Stadio dei Marmi\| Arbitro: \| Bordin (Bassano del Grappa) \| |
| Arbitro:                                         | Bordin (Bassano del Grappa) |       |            |                                                               |

| Arbitro: | Delrio (Reggio Emilia) |

|               |           |             |
| Saporetti 26’ | Marcatori | 38’ Hristov |

| Arbitro: | Kumara (Verona) |

|  |           |             |
|  | Marcatori | 79’ Le Noci |

| Busto Arsizio 11 ottobre 2020, ore 15:00 4ª giornata | Pro Patria      | 0 – 0 | Pistoiese | Stadio Carlo Speroni\| Arbitro: \| Marotta (Sapri) \| |
| Arbitro:                                             | Marotta (Sapri) |       |           |                                                       |

| Arbitro: | Milone (Taurianova) |

|                      |           |  |
| Galuppini 67’ (rig.) | Marcatori |  |

| Arbitro: | Madonia (Palermo) |

|                                               |           |  |
| S. Parker 18’ (rig.) Lombardoni 27’ Kolaj 50’ | Marcatori |  |

| Arbitro: | Rinaldi (Bassano del Grappa) |

|              |           |                          |
| Andreoli 56’ | Marcatori | 12’ Fietta 39’ S. Parker |

| Arbitro: | Lovison (Padova) |

|            |           |  |
| Solini 54’ | Marcatori |  |

| Arbitro: | Ferrieri Caputi (Livorno) |

|              |           |                           |
| S. Parker 5’ | Marcatori | 12’ Gualdi 90+3’ Pecorini |

| Arbitro: | Cherchi (Carbonia) |

|  |           |                                              |
|  | Marcatori | 55’ Latte Lath 89’ L. Bertoni 90+3’ D. Ferri |

| Arbitro: | Villa (Rimini) |

|                      |           |                              |
| S. Parker 33’ (rig.) | Marcatori | 37’ C. Giorgione 51’ Manconi |

| Arbitro: | Arena (Torre del Greco) |

|  |           |              |
|  | Marcatori | 25’ L. Galli |

| Busto Arsizio 29 novembre 2020, ore 15:00 13ª giornata | Pro Patria                    | 0 – 0 | Grosseto | Stadio Carlo Speroni\| Arbitro: \| Pascarella (Nocera Inferiore) \| |
| Arbitro:                                               | Pascarella (Nocera Inferiore) |       |          |                                                                     |

| Arbitro: | De Tommaso (Rieti) |

|                                           |           |              |
| Ranocchia 8’ Correia 37’ Greco 52’ (aut.) | Marcatori | 68’ Castelli |

| Arbitro: | Perri (Roma) |

|                           |           |             |
| Colombo 2’ Latte Lath 67’ | Marcatori | 76’ Capogna |

| Novara 20 dicembre 2020, ore 17:30 16ª giornata | Novara           | 0 – 0 | Pro Patria | Stadio Silvio Piola\| Arbitro: \| Crezzini (Siena) \| |
| Arbitro:                                        | Crezzini (Siena) |       |            |                                                       |

| Arbitro: | Sfira (Pordenone) |

|              |           |  |
| Castelli 25’ | Marcatori |  |

| Arbitro: | Centi (Viterbo) |

|  |           |                            |
|  | Marcatori | 20’ Spizzichino 60’ Parker |

| Busto Arsizio 17 gennaio 2021, ore 15:00 19ª giornata | Pro Patria         | 0 – 0 | Alessandria | Stadio Carlo Speroni\| Arbitro: \| Feliciani (Teramo) \| |
| Arbitro:                                              | Feliciani (Teramo) |       |             |                                                          |

#### Girone di ritorno
| Arbitro: | Ubaldi (Roma) |

|               |           |              |
| Le Noci 90+4’ | Marcatori | 8’ Marilungo |

| Vercelli 31 gennaio 2021, ore CET 21ª giornata | Pro Vercelli       | 0 – 0 | Pro Patria | Stadio Silvio Piola\| Arbitro: \| Petrella (Viterbo) \| |
| Arbitro:                                       | Petrella (Viterbo) |       |            |                                                         |

| Arbitro: | G. Miele (Nola) |

|                  |           |  |
| Kolaj 53’ (rig.) | Marcatori |  |

| Arbitro: | Madonia (Palermo) |

|                |           |                            |
| Cerretelli 86’ | Marcatori | 10’ Bertoni 32’ Latte Lath |

| Busto Arsizio 14 febbraio 2021, ore CET 24ª giornata | Pro Patria         | 0 – 0 | Renate | Stadio Carlo Speroni\| Arbitro: \| Marcenaro (Genova) \| |
| Arbitro:                                             | Marcenaro (Genova) |       |        |                                                          |

| Arbitro: | Giaccaglia (Jesi) |

|              |           |                      |
| Petrovic 65’ | Marcatori | 4’ Nicco 7’ Brignoli |

| Arbitro: | Andreano (Prato) |

|  |           |                          |
|  | Marcatori | 13’ Morello 77’ Scardina |

| Arbitro: | Pascarella (Nocera Inferiore) |

|                          |           |            |
| Latte Lath 5’ Parker 48’ | Marcatori | 73’ Walker |

| Sesto San Giovanni 3 marzo 2021, ore CET 28ª giornata | Pro Sesto         | 0 – 0 referto | Pro Patria | Stadio Breda\| Arbitro: \| Scarpa (Collegno) \| |
| Arbitro:                                              | Scarpa (Collegno) |               |            |                                                 |

| Arbitro: | Ferreri Caputi (Livorno) |

|                                      |           |  |
| Kolaj 25’ Latte Lath 29’, 50’ (rig.) | Marcatori |  |

| Gorgonzola 14 marzo 2021, ore CET 30ª giornata | AlbinoLeffe       | 0 – 0 referto | Pro Patria | Stadio comunale Città di Gorgonzola\| Arbitro: \| Sfira (Pordenone) \| |
| Arbitro:                                       | Sfira (Pordenone) |               |            |                                                                        |

| Arbitro: | Milone (Taurianova) |

|  |           |                                           |
|  | Marcatori | 32’ Stanzani 65’ M. Semprini 78’ Magrassi |

| Arbitro: | Pirrotta (Barcellona Pozzo di Gotto) |

|                     |           |  |
| Cretella 75’ (rig.) | Marcatori |  |

| Arbitro: | Scatena (Avezzano) |

|               |           |  |
| Latte Lath 7’ | Marcatori |  |

| Arbitro: | Carrione (Castellammare di Stabia) |

|  |           |           |
|  | Marcatori | 85’ Gatti |

| Arbitro: | Grasso (Ariano Irpino) |

|              |           |                                      |
| Boffelli 81’ | Marcatori | 51’ Lanini 58’ Rossini 90+5’ Malotti |

| Arbitro: | Andreano (Prato) |

|            |           |           |
| Perico 27’ | Marcatori | 59’ Kolaj |

| Arbitro: | Petrella (Viterbo) |

|                              |           |                              |
| Kolaj 57’ (rig.) Masetti 80’ | Marcatori | 9’ Dubickas 70’ Marie-Sainte |

| Arbitro: | Gemelli (Messina) |

|  |           |                |
|  | Marcatori | 49’ Latte Lath |

### Coppa Italia

#### Turni eliminatori
| Arbitro: | Meraviglia (Pistoia) |

|              |           |                           |
| Gonnelli 81’ | Marcatori | 17’ Parker 49’ Latte Lath |

| Arbitro: | Ayroldi (Molfetta) |

|                                                              |           |                            |
| Giacomelli 45+1’ (rig.) Marotta 90+2’ (rig.) Vandeputte 108’ | Marcatori | 32’ Parker 113’ Latte Lath |

## Statistiche
Statistiche aggiornate al 17 novembre 2020.

### Statistiche di squadra
| Competizione | Punti | In casa | In casa | In casa | In casa | In casa | In casa | In trasferta | In trasferta | In trasferta | In trasferta | In trasferta | In trasferta | Totale | Totale | Totale | Totale | Totale | Totale | DR |
| Competizione | Punti | G       | V       | N       | P       | Gf      | Gs      | G            | V            | N            | P            | Gf           | Gs           | G      | V      | N      | P      | Gf     | Gs     | DR |
| ------------ | ----- | ------- | ------- | ------- | ------- | ------- | ------- | ------------ | ------------ | ------------ | ------------ | ------------ | ------------ | ------ | ------ | ------ | ------ | ------ | ------ | -- |
| Serie C      | -     | 0       | 0       | 0       | 0       | 0       | 0       | 0            | 0            | 0            | 0            | 0            | 0            | 0      | 0      | 0      | 0      | 0      | 0      | 0  |
| Coppa Italia | -     | 0       | 0       | 0       | 0       | 0       | 0       | 0            | 0            | 0            | 0            | 0            | 0            | 0      | 0      | 0      | 0      | 0      | 0      | 0  |
| Totale       | -     | 0       | 0       | 0       | 0       | 0       | 0       | 0            | 0            | 0            | 0            | 0            | 0            | 0      | 0      | 0      | 0      | 0      | 0      | 0  |

### Andamento in campionato
| Giornata  | 1 | 2 | 3 | 4 | 5 | 6 | 7 | 8 | 9 | 10 | 11 | 12 | 13 | 14 | 15 | 16 | 17 | 18 | 19 | 20 | 21 | 22 | 23 | 24 | 25 | 26 | 27 | 28 | 29 | 30 | 31 | 32 | 33 | 34 | 35 | 36 | 37 | 38 |
| --------- | - | - | - | - | - | - | - | - | - | -- | -- | -- | -- | -- | -- | -- | -- | -- | -- | -- | -- | -- | -- | -- | -- | -- | -- | -- | -- | -- | -- | -- | -- | -- | -- | -- | -- | -- |
| Luogo     | T | C | T | C | T | C | T | T | C | T  | C  | T  | C  | T  | C  | T  | C  | T  | C  | C  | T  | C  | T  | C  | T  | C  | C  | T  | C  | T  | C  | T  | C  | T  | C  | T  | C  | T  |
| Risultato | N | N | V | N | P | V | V |   | P | V  | P  |    |    |    |    |    |    |    |    |    |    |    |    |    |    |    |    |    |    |    |    |    |    |    |    |    |    |    |
| Posizione |   |   |   |   |   |   |   |   |   |    |    |    |    |    |    |    |    |    |    |    |    |    |    |    |    |    |    |    |    |    |    |    |    |    |    |    |    |    |

Fonte:  Serie C - Girone A, su calcio.com.
Legenda:

Luogo: C = Casa; T = Trasferta. Risultato: V = Vittoria; N = Pareggio; P = Sconfitta.